# Antoine Assaf
Pour les articles homonymes, voir Assaf.
Antoine-Joseph Assaf est écrivain et philosophe français né au Liban et naturalisé français.Il fut professeur des universités, conseiller politique conférencier à l'Ecole de Guerre et Navale et Grand Auditeur de l'Institut des hautes études de défense nationale ( IHEDN 55 SN).

## Biographie
Arrivé en France en 1976, il entre au lycée Henri-IV, étudiant en classes préparatoires Hypokhâgne et Khâgne et se lie d’amitié avec son professeur de philosophie André Bloch qui l’introduit auprès d’Emmanuel Lévinas et Pierre Boutang dont il suit les séminaires de Métaphysique à La Sorbonne. À l’École normale supérieure de la rue d’Ulm il suit les séminaires de Derrida, Aubenque et Althusser et ceux de Michel Foucault et Villemin au Collège de France.
Témoin de l'histoire, Antoine Assaf a vécu la guerre du Liban (1975-90) et été otage au Liban du 11 septembre 1983 au 21 octobre 1984.

« C’était à l’époque de l’opération « Paix en Galilée » de l’armée de Tsahal en juin 1982 dont il fut un des témoins et dont le but était de chasser Arafat et l’organisation de la libération de la Palestine ( OLP) du Liban; des accords préliminaires au Traité de Paix furent signés le 17 Mai 1982 mais l’assassinat de Bachir Gemayel après son élection à la présidence en septembre 1982 ont coupé court à toute poursuite du projet de paix entre le Liban et Israël. C’est dans son livre , un roman autobiographique intitulé Terre Blanche édité chez Fayard en 2000, qu’Antoine Assaf relate cette aventure ratée de la paix , les péripéties de sa détention de plus d’un an et sa libération en octobre 1984. »

En 1986, il obtient son doctorat d’État ès lettres de la Sorbonne, passée sous la direction de Pierre Boutang. Sa thèse s'intitule L'Être et la Totalité, essai sur la métaphysique comme science de l'être dans sa totalité. Pareillement il poursuit ses études théologiques à l’Institut catholique de Paris puis à Rome dans le Palazzio Farnese comme boursier de l'École Française, pour achever un travail sur quelques manuscrits de la Renaissance dans les Archives du Vatican, portant sur le thème de la Trinité. Il participe par ses recherches à l’École Pratique des Hautes Études dans le séminaire de Jean Jolivet.

« Il délivre des conférences sur la création poétique en Sorbonne dans le cadre du Centre de la civilisation Française à Paris IV sous la direction de Pierre Brunel. Depuis, il enseigne la poétique, l’Éthique et la métaphysique, tant à Paris qu’en Europe (Florence, Londres ,Madrid,Bucarest, Moscou, Varsovie...) qu’en Amérique du Nord et du Sud. Il a assuré aussi des séminaires sur les racines de l’Europe à l’ESSEC ( 1992-95) l'université de l'Est Marne la Vallée à Supdeco et à l’Institut Catholique de Paris. »

Conférencier à l'École navale et à l'École de guerre, il est également capitaine de frégate de réserve. Conférencier également à bord du Porte- Hélicoptère La Jeanne d’Arc où il navigue en Méditerranée, au large de l’Afrique et en Amérique latine sous les commandements de l’amiral  Jérôme Regnier, et du capitaine de vaisseau Gilles de Mautort pour participer à la formation des officiers de l’École Navale. Le chef d’état-major de la Marine nationale l’amiral Alain Oudot de Dainville et après lui l’amiral François-Pierre Forissier lui confient à partir de 2003 des missions de conseiller politique (Polad auprès de la DAS direction aux affaires stratégiques) à bord du Mistral (opération Baliste Liban) sous le commandement de l’Amiral Xavier Magne  et du Porte-Avions Charles De Gaulle sous  celui de l’amiral Jean-Louis Kerignard dans la mer du Nord en Allemagne. Il était aussi conseiller politique de l’amiral Martin Flepp à bord du Sirocco au Liban et en Libye en 2007.

## Musique
Ancien élève du Consevatoire supérieure de Beyrouth en 1975, Antoine Assaf étudia le solfège et l'harmonie dans la classe du chef d'orchestre polonais Orchinovitch, de même que l'orgue dans la classe de Cécile Ronzevalle qu'elle assurait sur les orgues de la Cathédrale St Louis des français. Il poursuivit ses classes d'orgue â Paris avec Henri Veysseyre titulaire des grandes orgues de Notre Dame d'Auteuil qui le nomma titulaire des orgues de L'église Ste Bernadette à Auteuil où il resta plus de douze ans â ce poste. Il fut aussi membre ténor de l'Ensemble Bach de Paris dirigé par Justus Von Websky et participa à tous ses concerts et enregistrements dans les années 80.

### Radio
En 1981, il dirige les programmes de  Radio du Cèdre à Paris pour La Défense de la Francophonie et des minorités menacées au Proche-orient. Il collabore aux stations Radio Notre-Dame — avec une chronique hebdomadaire sur Le Choc des civilisations — et Radio Courtoisie, notamment aux libres journaux des belles-lettres — où il tient la Chronique de la francophonie heureuse — , de la jeunesse — où il assure la Chronique du Proche-Orient compliqué, et de la résistance française avec Christian Vaneste.

## Ouvrages
- L'Etre et la Totalité Ed PUL 1986
- Hommage à Pierre Boutang, métaphysicien du secret et poète du désir, Paris, Œil, 1999 (BNF 36973019).
- Terre blanche : journal d'un otage au Liban (préf. Régine Pernoud), Paris, Fayard, 2000 (BNF 37197881).
- Pierre Boutang, Cahier H, L'âge d'homme, 2002 (BNF 38891800).
- Lettres à l'amiral : le martyre des Justes, t. I, Lausanne, L'Âge d'homme, 2008 (BNF 44213162).
- Le Charles-De-Gaulle : des hommes en action, Monaco, Le Rocher, 2012 (BNF 42689039).
- Habemus papas ! : lettre ouverte aux papes de Rome, Paris, Le Centurion, 2014 (BNF 44314955).
- L'Islam radical, Paris, Eyrolles, 2015 (BNF 44387139).
- Poetica Belli (Ovadia 2018)
- Tombeau de Pierre Boutang(Éd. des Cimes 2019)
- Les racines de L'Islam radical .Ed Eyrolles.2022
- Confucius sur la Plage Ed. Dunod 2024
- Le Roi de Gloire Ed Ovadia.2024